# Canon EOS 50D
Die Canon EOS 50D ist eine digitale Spiegelreflex-Kamera des japanischen Herstellers Canon, die ab September 2008 erhältlich war. Bei Einführung lag ihr Listenpreis im deutschsprachigen Raum bei rund 1345 Euro.

## Kamera
Die 50D gleicht ihrer Vorgängerin 40D in etlichen Punkten. So ist die Menüführung, der Weißabgleich, die Konstruktion des Ausklapp-Blitzes sowie die Größe LC-Display (3,0″) gleich. Das Display hat jedoch mit einer Auflösung von 640 × 480 Pixel (= 307.200 Pixel) eine höhere Auflösung. Als Akku wird bei den EOS-Modellen dieser Serie Standard-Akku BP-511 verwendet.
- 15,1 Megapixel Auflösung
- Enhanced Live-View AF

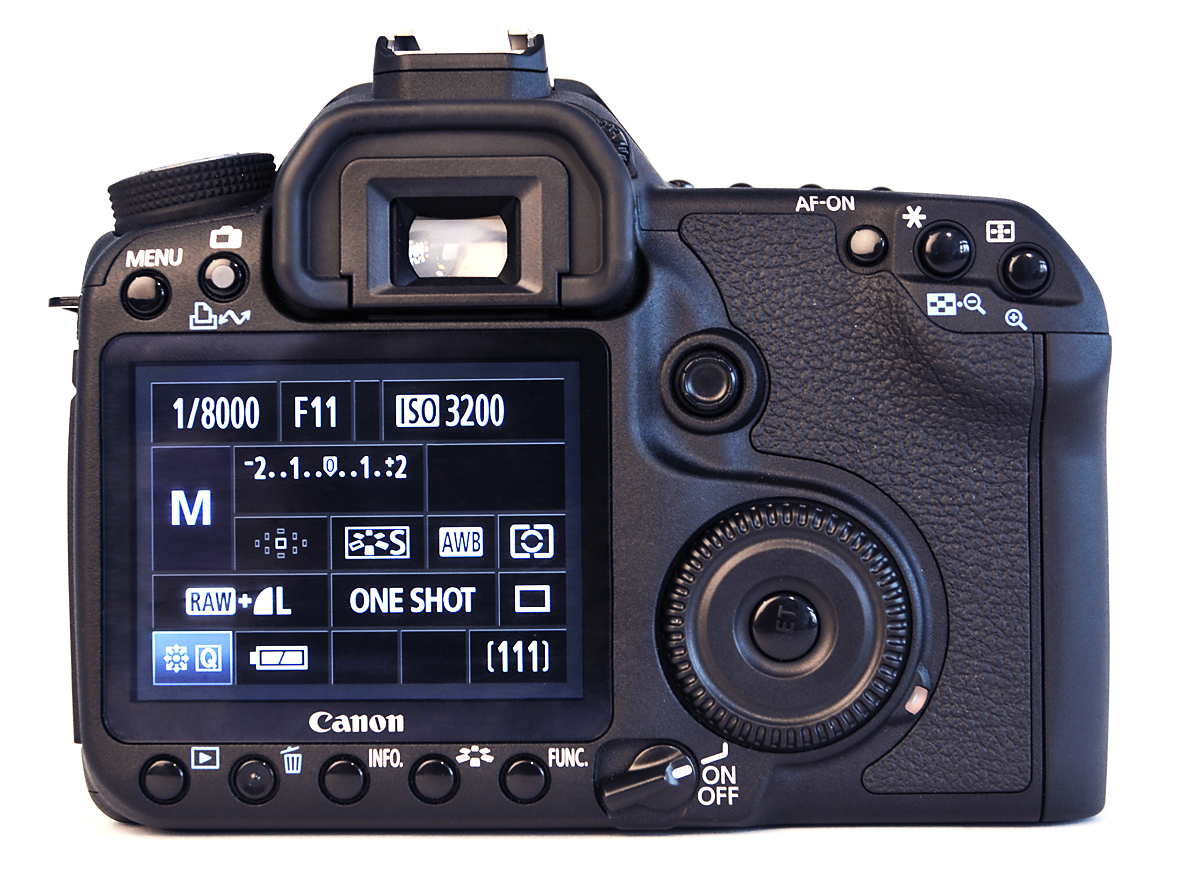
Rückseite

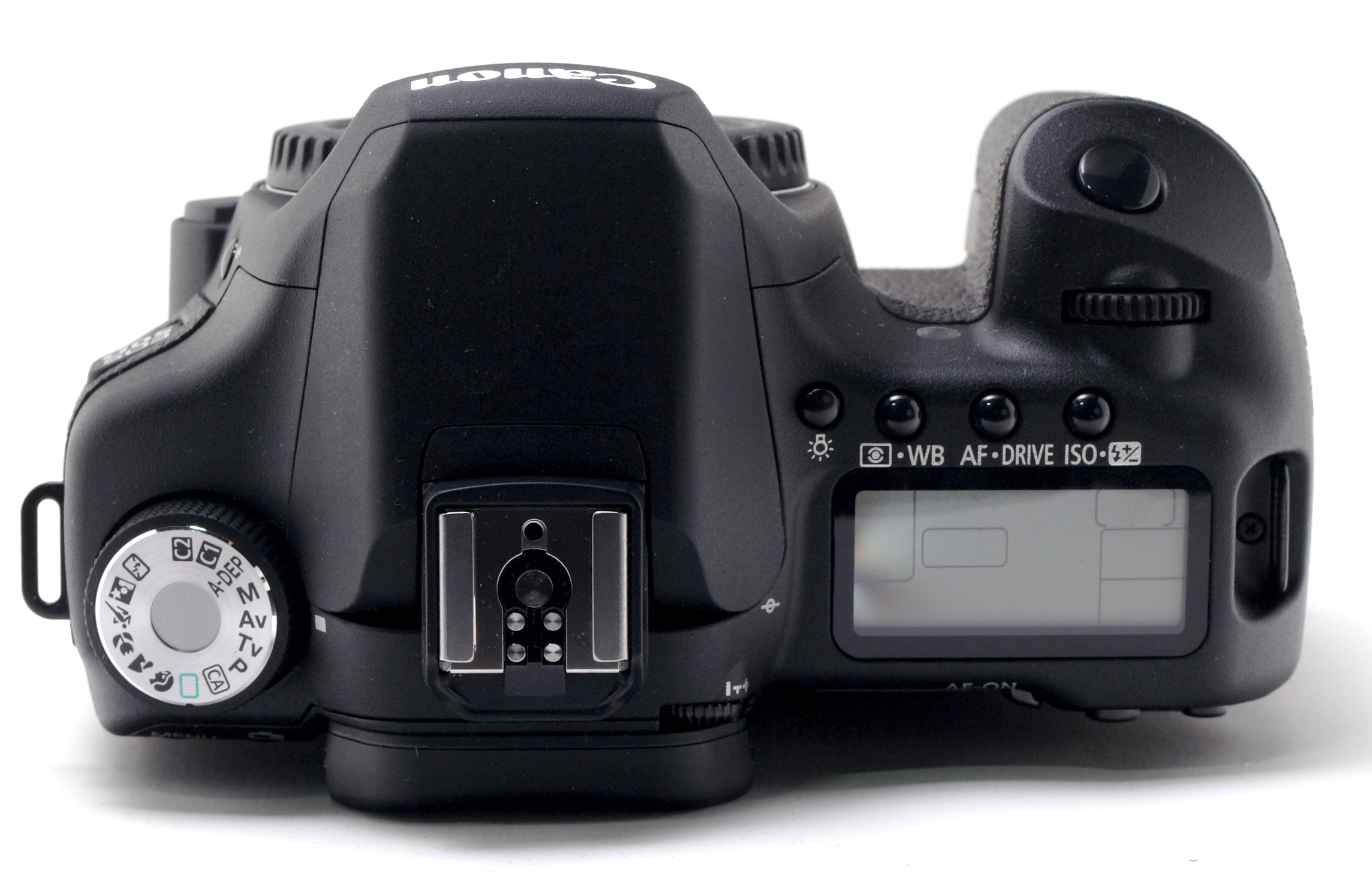
Draufsicht

- Batteriefach und CF-Kartenfach abgedichtet; das Gehäuse ist ansonsten jedoch nicht spritzwasserfest.
- 9-Punkt-AF (alle Sensoren sind Kreuzsensoren, der mittlere arbeitet bei Objektiven mit mindestens Offenblende 2.8 mit erhöhter Genauigkeit)
- Auto-ISO 100–1600 / ISO manuell 100–3200 / optional erweiterbar auf 12.800 ISO
- Tonwert-Prioritätmodus
- Drahtlose Transfers mit optionalem Wireless-Transmitter WFT-E3
- drei einstellbare Modi der Rohdatenspeicherung: RAW (15 MPx), sRAW1 (7,1 MPx) und sRAW2 (3,7 MPx) („s“ = small)
- 7,62-cm-LCD (640 × 480 Pixel und Anti-Reflexionsfolie)
- 6,3 Bilder/Sekunde
- EOS Integrated Cleaning System
- 14-Bit-A/D-Wandler
- Kompatibel mit allen EF/EF-S-Objektiven und EX-Speedlites-Blitzgeräten

Die Kamera ist das erste Modell, das vom Hersteller mit einem DIGIC-4-Prozessor ausgestattet wurde.

## GPS-Anschluss
Über den Datentransmitter WFT-E3 kann an die Kamera ein GPS-Gerät angeschlossen werden, um den genauen Aufnahmeort jedes Fotos aufzuzeichnen. Die Koordinaten werden dann direkt in die Exif-Daten des Bildes geschrieben und mit dem Bild gespeichert (Geo-Imaging).

## Magic Lantern Video
Die herstellerunabhängige Firmwareerweiterung Magic Lantern ermöglicht seit dem Jahr 2013 mit der Kamera auch H.264-Videoaufnahmen mit 30 Bildern pro Sekunde zu machen, jedoch ohne Ton. Die Videooption stand mit der Firmware des Herstellers nicht zur Verfügung.